# 司法大臣 (英國)
國王陛下首席司法大臣（英語：His Majesty's Principal Secretary of State for Justice）是英国内阁的高级职务，司法部的长官，其前身为宪制事务大臣，自2007年设立以来，一直兼任大法官。2007年5月9日，宪法事务部被废除，以其主体再合并其他机构成立了司法部。司法部还承接由内政部转移来的部分政务。

## 历史
2007年5月，时任大法官查理·法尔克纳被任命为司法大臣，他原担任宪制事务大臣的职务被废除。内政大臣约翰·里德告诉国会，未来的司法大臣将是平民而不是贵族。2007年6月28日，戈登·布朗成为首相，任命下院领袖杰克·斯特劳为司法大臣。2010年5月保守党-自民党联合政府上台，前财政大臣肯尼斯·克拉克被任命为司法大臣。2012年8月内阁改组，卡梅伦首相提拔工作和养老金副大臣克里斯·葛瑞林。2015年大选后，迈克尔·戈夫担任此职。2016年特蕾莎·梅任首相，任用环境大臣莉兹·特拉斯。2017年大选后，改用下院领袖大衛·利汀頓。

## 列表
大法官名单请参见歷任大法官及國璽大臣列表
| 工党 保守党 | 工党 保守党 | 工党 保守党                              | 工党 保守党     | 工党 保守党     | 工党 保守党 | 工党 保守党 | 工党 保守党     |
| 肖像        | 肖像        | 姓名 爵位 & 选区                         | 任期            | 任期            | 政党        | 政府        | 政府            |
| ----------- | ----------- | ---------------------------------------- | --------------- | --------------- | ----------- | ----------- | --------------- |
|             |             | 查理·法尔克纳 索罗顿的法尔克纳勋爵 PC QC | 2007年 5月9日   | 2007年 6月27日  | 工党        |             | 布莱尔 II & III |
|             |             | 杰克·斯特劳 布莱克本选区议员             | 2007年 6月28日  | 2010年 5月11日  | 工党        |             | 白高敦          |
|             |             | 肯尼斯·克拉克 QC 拉什克利夫选区议员      | 2010年 5月12日  | 2012年 9月4日   | 保守党      |             | 卡梅倫联合政府  |
|             |             | 克里斯·葛瑞林 埃普瑟姆和尤厄尔选区议员   | 2012年 9月4日   | 2015年 5月9日   | 保守党      |             | 卡梅倫联合政府  |
|             |             | 迈克尔·戈夫 萨里希思选区议员             | 2015年 5月9日   | 2016年 7月14日  | 保守党      |             | 卡梅倫 II       |
|             |             | 莉兹·特拉斯 西南诺福克选区议员           | 2016年 7月14日  | 2017年 6月11日  | 保守党      |             | 文翠珊 I        |
|             |             | 大衛·利汀頓 艾尔斯伯里选区议员           | 2017年 6月1日   | 2018年 1月8日   | 保守党      |             | 文翠珊 II       |
|             |             | 大衛·高克 西南赫特福德郡選區议员         | 2018年 1月8日   | 2019年 7月24日  | 保守党      |             | 文翠珊 II       |
|             |             | 羅伯特·巴克蘭 南斯溫登選區議員           | 2019年 7月24日  | 2021年 9月15日  | 保守党      |             | 莊漢生          |
|             |             | 多米尼克·拉布 伊舍和沃爾頓選區議員       | 2021年 9月15日  | 2022年 9月6日   | 保守党      |             | 莊漢生          |
|             |             | 盧柏敦 大雅茅斯選區議員                  | 2022年 9月6日   | 2022年 10月25日 | 保守党      |             | 卓慧思          |
|             |             | 多米尼克·拉布 伊舍和沃爾頓選區議員       | 2022年 10月25日 | 2023年 4月21日  | 保守党      |             | 辛偉誠          |
|             |             | 亚历克斯·乔克 車特咸選區議員             | 2023年 4月21日  | 2024年 7月5日   | 保守党      |             | 辛偉誠          |
|             |             | 馬曼婷 伯明翰萊迪伍德選區議員            | 2024年 7月5日   | 現任            | 工黨        |             | 施紀賢          |